# Chimboraço (província)

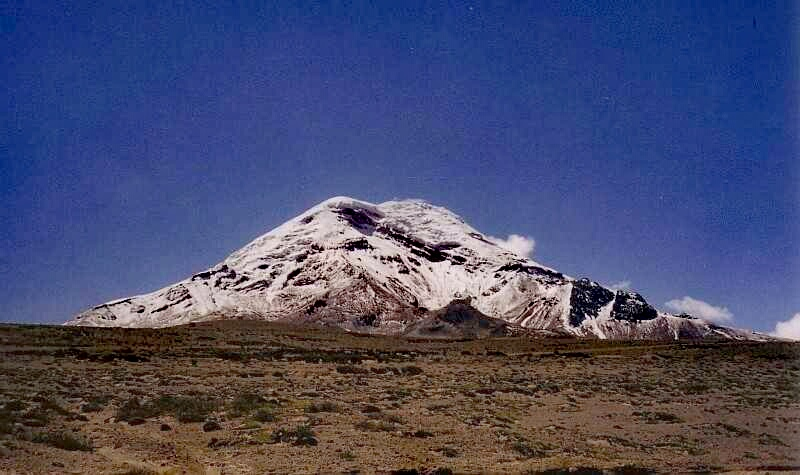
Vulcão Chimborazo

Chimboraço (em espanhol: Chimborazo) é uma província do Equador localizada na região geográfica de Sierra. Sua capital é a cidade de Riobamba. A província tem como atração o vulcão Chimboraço.
Faz divisa ao norte com a província de Tungurahua, a oeste com a província de Bolívar, ao sul com as províncias de Cañar e Guaias e a leste com a província de Morona-Santiago.

## Cantões
A província está dividida em 10 cantões (capitais entre parênteses):
1. Alausí (Alausí)
2. Chambo (Chambo)
3. Chunchi (Chunchi)
4. Colta (Villa la Unión)
5. Cumandá (Cumandá)
6. Guamote (Guamote)
7. Guano (Guano)
8. Pallatanga (Pallatanga)
9. Penipe (Penipe)
10. Riobamba (Riobamba)